# جبل بعدان
جبل بَعْدان هو جبل مشهور، يقع في محافظة إب، مديرية بعدان، ويبلغ ارتفاعه 3200 متر، ويُطل على مدينة إب من الجهة الشرقية. تُنسب تسميته إلى بَعْدَان بن جشم بن عبد شمس بن وائل بن الغوث بن جيدان بن عُرَيْب بن قطن بن زُهَيْر بن أيمن بن الهميسع بن حمير بن سبأ، وهو من الجبال ذات المزارع والأنهار والعيون وفيه قُرى وحصون.
يشتهر الجبل بوجود شلال بديع ينبع من سفح الجبل ويصب أسفل الجبل، ويسمى شلال جبل بعدان و شلال المشنة، ويعد من أجمل المواقع السياحية في محافظة إب.